# Takuya Muguruma
Takuya Muguruma (jap. 六車 卓也, Muguruma Takuya; * 16. Januar 1961 in Osaka, Japan) ist ein ehemaliger japanischer Boxer im Bantamgewicht.

## Profikarriere
Im Jahre 1981 begann er erfolgreich seine Profikarriere. Am 29. März 1987 boxte er gegen Azael Moran um den Weltmeistertitel des Verbandes WBA und siegte durch klassischen K. o. in Runde 6. Diesen Gürtel verlor er allerdings bereits in seiner ersten Titelverteidigung im Mai des darauffolgenden Jahres an Park Chan-yong durch technischen Knockout.
Im Jahre 1988 beendete er seine Karriere.